# Pink (sanger)
 For alternative betydninger, se Pink. (Se også artikler, som begynder med Pink)
Alecia Beth Moore (født 8. september 1979 i Doylestown, Pennsylvania, USA), bedre kendt som Pink (ofte skrevet P!nk), er en flere gange Grammy Award-vindende amerikansk sanger/sangskriver, som først skabte opmærksomhed i februar 2000, da hendes første single, "There You Go", fra hendes debutalbum lå højt på hitlisterne i mange lande.
Rent musikalsk betragtet er det ikke mindst hendes meget karakteristiske, sprøde og kraftige kontraalt-stemme, som ofte sammenlignes med Janis Joplin, der har gjort P!nk til en af nutidens helt store og meget populære rock- og bluesrockstemmer. På scenen er hun kendt for sine meget actionprægede sceneshows med sig selv i hovedrollen garneret med selvironisk distance og forskellige politiske eller samfundskritiske udfald.
Pink er datter af James (Jim) Moore og Judi Kugel.

## Biografi
Navnet Pink stammer allerede fra barndomsårene og har trods flere forskellige journalistiske gætterier en ikke uvæsentlig sammenhæng med farven på kvindens skede. Den ublufærdige lyst til at vedstå sig dette på amerikansk slang (pink ≈ fisse) ikke helt uproblematiske kunstnernavn er givetvis med til at karakterisere P!nks relativt stærke politiske fokus som udøvende popkunstner. Selv nævner hun gerne sin opvækst med 1960'er-musik (og her især forbilledet Janis Joplin) samt faderen og Vietnamkrigsveteranen James Moore som medvirkende inspirationskilder.
Musikalsk forbindes P!nk i dag især med melodiøs rock og blues rock samt med subgenrer som club, dance og urban.
Politisk har P!nk særligt gjort sig bemærket som en hård kritiker af USAs politiske og religiøse højrefløj, sin krigsmodstand, sit forsvar for homoseksuelles ligestilling og som fortaler for dyrebeskyttelse og kritik af pelsdyravl. Mindre politisk har hun i medierne ofte gjort sig til en ivrig fortaler for selvstændighed og ungdommelig selvbevidsthed (i kontrast til fænomener som gruppepres eller modeindustriel konformitet og skønhedsidealer). Af samme årsag fremhæves hun ofte som et forbillede for nutidens ungdom.
Pink blev gift med motocrosskøreren Carey Hart i Costa Rica den 7. januar 2006. Parret, som officielt levede i et såkaldt åbent ægteskab, gik uformelt fra hinanden i februar 2008. De sås dog meget sammen, heriblandt i musikvideoen til P!nks nummer So What fra 2008, som netop satiriserer over skilsmissen. De blev aldrig formelt skilt, da de ikke underskrev skilsmissepapirene, og de fik ikke brug for det, for de fandt sammen igen. Sammen har de datteren Willow Sage Hart, som er født 2. juni 2011, og sønnen Jameson Moon, som er født 26. december 2016.
Det var først efter en meget spektakulær opførelse af sit eget nummer "Glitter in the Air" i forbindelse med de amerikanske Grammy-prisuddelinger i 2010, at Pink opnåede samme grad af popularitet i sit hjemland, som hun siden 2006 har nydt i Europa og i særdeleshed Australien, hvor hendes koncerter har slået alle tidligere publikumsrekorder i forbindelse med koncerter og omsætning.
Under sin lange udgivelsespause købte Alecia Moore og Carey Hart i 2014 en vingård med 100 hektar med vinstokke i Santa Ynez-dalen i Santa Barbara i det sydlige Californien, som siden også har været familiens bopæl. Vinene produceres under navnet Two Wolves Wine. Vinene sælges kun til udvalgte lokale restauranter samt medlemmer af Two Wolves Wine's medlemsklub, The Tribe.
I 2017 vandt Pink MTV's Michael Jackson Video Vanguard Award (også kendt som Lifetime Achievement Award) for sit virke inden for visuel formidling af musik.
I november 2019 vandt Pink Billboard's Legend of Live Award som den første kvindelige soloartist nogensinde for sit virke som koncertartist.

## Albums

### Can't Take Me Home
Pink fik sit gennembrud med cd'en: Can't Take Me Home (2000) der solgte 4 millioner albums verden over. Cd'en indeholdt blandt andet de amerikanske top 10 hits "There You Go" og "Most Girls". I 2001 medvirkede hun på soundtracket til Baz Luhrmans film Moulin Rouge! med nummeret Lady Marmalade, hvor hun sang med Christina Aguilera, rapperen Lil' Kim og Mýa. Sangen blev et kæmpehit verden over og blev det mest succesfulde radiohit, der kun var udgivet som single.

### Missundaztood
P!nk blev efter sit gennembrud træt af at blive markedsført som en anden tyggegummi-popsanger, og søgte at blive en mere seriøs sangskriver og musiker. Derfor tog hun mere styring over det musikalske udtryk fra og med sit andet album M!ssundaztood, der tilførte hendes musik et langt bredere stilmæssigt repertoire. M!ssundaztood, som fortsat er P!nks bedst sælgende album til dato (pr. januar 2009), havde en masse hits, heriblandt Get the Party Started, den meget selvbiografiske Family Portrait, teenage-rebelhittet Don't Let Me Get Me, og Just Like A Pill. Ydermere bød albummet på en duet med Aerosmith-forsangeren Steven Tyler på nummeret Misery. P!nks vigtigste samarbejdspartner på dette album var musikproduceren Linda Perry, der tilbage i 1990'erne var frontkvinde i 4 Non Blondes.

### Try This
P!nks tredje studiealbum, Try This fra 2003, styrkede især P!nks rockmusikalske udtryk og gjorde hende (trods albummets lavere salgstal) til én af tidens mere bemærkelsesværdige og efterspurgte rockvokalister. Albummets største hit var rockschlageren Trouble, mens andre singleudgivelser var God Is A DJ og Last To Know. Netop dette album tilskrives gerne æren for mediernes profilering af hende som såkaldt bad ass (eller på gammelt dansk: en åbenmundet rejekælling). På dette album var det rockmusikeren og produceren Tim Armstrong, som P!nk især samarbejdede med. DVD-udgivelsen Live In Europe byder på liveversioner af en lang række numre fra dette album.

### I'm Not Dead
P!nks fjerde studiealbum, I'm Not Dead fra 2006, blev, ud over at være en salgsmæssig succes, også et gennembrud for P!nk som en politisk engageret musiker. Særligt to hits fra albummet påkaldte sig megen medieopmærksomhed: Det gjaldt dels singlen og musikvideoen Stupid Girls – en massiv kritik af piger, som plejer et bimbo-image (dum blondine) både med hensyn til fysisk og intellektuel fremtoning og et opråb til kvinder om at føre sig frem som selvbevidste, intelligente mennesker. Dels gjaldt det den folk rock-inspirerede protestsang Dear Mr. President (med Indigo Girls), som var en bitter kritik af USAs præsident George W. Bush og dennes regering med særlig adresse til USAs krig i Irak, tendensen til religiøs konservatisme og social ulighed. DVD-udgivelsen Live At Wembley Arena rummer størsteparten af numrene fra dette album og byder desuden på en meget forlæg-tro coverversion af det gamle 4 Non Blondes-hit What's Up (What's Going On) fra 1991. Den såkaldte I'm Not Dead-turné begyndte i 2006 og varede det meste af 2007. Singleudgivelserne fra albummet tæller Who Knew, Stupid Girls (særudgivet i en hhv. sprogligt censureret og ucensureret ("dirty") version), U + Ur Hand samt i flere lande en særudgivelse af Dear Mr. President som single.

### Funhouse
I slutningen af oktober 2008 udkom P!nks femte studiealbum, som fik titlen Funhouse (≈ hurlumhejhus). Titlen refererer til P!nks sammenligning af sit liv i underholdningsindustriens overhalingsbane med en slags følelsesmæssig rutschebanetur, eller et momentvis ubehageligt tivolibesøg. Flere af albummets numre er direkte inspireret af samme års midlertidige brud med gemalen Carey Hart, men i modsætning til den gængse sørgmodige fortælling om brudte parforhold, anskuer P!nk også bruddet såvel offensivt som positivt, hvilket mange musikanmeldere fremhævede som bemærkelsesværdigt. Det blev til hele seks singleudgivelser fra dette album, nemlig: So What, Sober, Please Don't Leave Me, Funhouse, I Don't Believe You samt en ekstraordinær singleudgivelse af Glitter In The Air som følge af en yderst spektakulær liveoptræden med nummeret på amerikansk TV. Antagelig var denne optræden stærkt medvirkende til, at Pink nu for første gang i karrieren også kunne spille for fulde huse i sit eget hjemland.
Den efterfølgende turné, The Funhouse Tour, fremstod med sin Cirque de Soleil inspirerede scenografi umiddelbart meget konceptpræget, men Pinks egen udfoldelse som live syngende luftakrobat medvirkede til, at mange anmeldere lod sig imponere af løjerne. Også koncertturnéens cover versioner af Babe I'm Gonna Leave You, som Led Zeppelin gjorde berømt, og især den komplette fortolkning af Queen klassikeren Bohemian Rhapsody høstede bred anerkendelse.

### Greatest Hits... So Far!!!
I november 2010 udkom det første officielle opsamlingsalbum med singleudgivelser fra hele Pinks karriere siden debuten i 1999, under titlen "Greatest Hits... So Far!!!". Albummet indeholdt desuden to meget succesfulde nye numre, nemlig Raise Your Glass og Fuckin' Perfect, der begge blev udgivet som singler.

### The Truth About Love
Efter én af periodens økonomisk mest indbringende koncertturnéer, navnlig i Australien, igennem det meste af 2009 og 2010 og fødslen af datteren Willow Sage Hart i juni 2011 udgav Pink efter næsten fire års "albumpause" sit sjette studiealbum, "The Truth About Love" i efteråret 2012. Albummet, som indeholdt betragteligt flere numre end Pinks tidligere albums, fik en meget blandet modtagelse af anmelderne, som i Danmark var overvejende negativ. Kritikken gik på, at albummet manglede musikalsk fokus, var præget af gentagelser og manglende vovemod. Singleudgivelserne tæller i skrivende stund Blow Me One Last Kiss, Try, Just Give Me A Reason (duet med Fun forsangeren Nate Ruess) samt True Love (med deltagelse af den britiske sanger Lily Allen). Rapperen Eminem kvitterede for Pinks medvirken på hans eget nummer Won't Back Down ved at medvirke på dette albums Here Comes The Weekend. Singlen Try, men især Just Give Me A Reason blev et verdensomspændende hit og spilles stadig hyppigt på de fleste radiostationer.

### Beautiful Trauma
Efter en albumpause på fem år, udgav Pink sit syvende studiealbum, "Beautiful Trauma" den 10. august 2017. Albummet fik en blandet, men overvejende positiv modtagelse af anmelderne på verdensplan. Ikke mindst i Danmark var anmeldelserne stærkt blandede. Dagbladet B.T. gav albummet fem ud af seks stjerner. Musikmagasinet GAFFA gav albummet tre ud af seks stjerner, mens Ekstra Bladets anmelder kårede albummet som årets værste albumudgivelse. Kommercielt klarede albummet sig godt.

### Hurts 2B Human
Pinks 8. studiealbum blev udgivet den 26. april 2019 midt under hendes igangværende Beautiful Trauma-turné. Såvel albummets første single, Walk Me Home, samt de efterfølgende singler Can We Pretend, Hurts 2B Human og Love Me Anyway indgik efterfølgende i turnéens setlister. Albummet fik moderat positiv eller middelmådig kritik internationalt. I Danmark gav GAFFA albummet tre ud af seks stjerner med henvisning til albummets stilforvirring og mangel på personligt udtryk. Ekstra Bladet gav blot to ud af seks stjerner og begrundede ligeledes en del af kritikken med for stærk indflydelse fra musikindustriens dominerende sangskrivere som Max Martin.

### All I Know So FarogTrustfall
Den 12. februar 2021 udgav Pink sangen Cover Me in Sunshine, en duet med sin datter Willow Sage Hart. Den 9. april 2021 udgav hun sangen Anywhere Away From Here, en duet med Rag'n'Bone Man. Den 29. april annoncerede hun udgivelsen af et livealbum med titlen All I Know So Far: Setlist, som blev udgivet den 21. maj. Albummet indeholder liveversionerne af tidligere Pink-sange, livecovers og Cover Me in Sunshine. Det inkluderer også titelnummeret All I Know So Far, der blev udgivet som single den 7. maj. All I Know So Far: Setlist fungerer som ledsageralbum til dokumentarfilmen All I Know So Far (2021), der skildrer Pinks liv, og som blev udgivet samtidigt med albummet gennem Amazons Prime Video-platform.
I april 2021 bekræftede Pink over for Entertainment Tonight (ET) Canada, at et niende studiealbum var på vej. Den 4. november 2022 udgav Pink singlen Never Gonna Not Dance Again, der fungerer som leadsinglen til hendes kommende album Trustfall.

## Samarbejde med andre kunstnere
Siden begyndelsen på karrieren har P!nk optrådt flittigt som gæstevokalist på andre musikeres udgivelser inden for en meget bred vifte af rytmiske musikgenrer, som bl.a. rap, hip hop, reggae, rhythm & blues, soul og anden moderne popmusik. Af sådanne samarbejdspartnere kan kort nævnes: Naughty By Nature, Cuban Link, Rah Digga, Redman, Gentleman, Benzino, Steven Tyler, Lisa Marie Presley, Sarah Brightman, Travis McCoy, Indigo Girls og Eminem. I mindre seriøs kunstnerisk sammenhæng er det desuden blevet til en stor birolle i den (dårligt anmeldte) rumænsk-franske skrækfilm Catacombs samt en mindre birolle i filmen Fast And Furious og til medvirken i en stort anlagt reklame for Pepsi Cola med en dertil indsunget trestemmig coverversion af Brian Mays gamle Queen-hit We Will Rock You i selskab med Britney Spears og Beyoncé Knowles – alle udklædt som romersk gladiator. Det mest succesfulde samarbejde til dato har været med forsangeren for bandet Fun, Nate Ruess, på nummeret "Just Give Me A Reason".
I 2013 medvirkede Pink i en større - og denne gang seriøs - og anmelderrost - birolle i spillefilmen Thanks For Sharing. Filmen, som handler om en gruppe menneskers kamp mod ufrivillig sexafhængighed, fik overvejende positive men dog middelmådige anmeldelser.
Siden 2014 har Pink haft et musikalsk samarbejde med musikeren Dallas Green fra gruppen City and Colour. Duoen udgiver under pseudonymet "You+Me". Gruppens hidtil eneste udgivelse er "Rose Ave." udgivet den 14. oktober 2014.

## Diskografi
- 2000: Can't Take Me Home
- 2001: Missundaztood
- 2003: Try This
- 2006: I'm Not Dead
- 2008: Funhouse
- 2010: Greatest Hits... So Far!!! (opsamlingsalbum)
- 2012: The Truth About Love
- 2014: rose ave. (i You+Me)
- 2017: Beautiful Trauma
- 2019: Hurts 2B Human
- 2023: Trustfall